# Салюто
Салюто (італ. Saluto, дослівно — вітання) — назва кількох типів золотих та срібних монет, що вперше з'явились в анжуйському Неаполітанському королівстві та інших анжуйських володіннях. Назва походить від сцени Благовіщення, що вперше була зображена салюто, викарбуваних у Неаполітанському королівстві у 1278 році під час правління Карла I Анжуйського (1266—1282).

## Золотий салюто

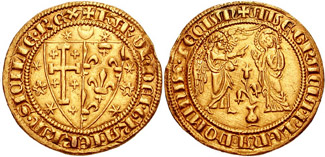
Золотий салюто Карла I Анжуйського (1266—1282)

Золотий салюто вперше викарбуваний під час правління короля Неаполя Карла I Анжуйського (1266-1282) у 1278 році. Аверс монети містив зображення сцени Благовіщення (архангел Гавриїл, який несе  благу звістку Діві Марії про швидке народження нею Ісуса Христа). На реверсі зображено герб держави. Карліно Карла I та Карла II Анжуйських через зображення на аверсі Благовіщення отримали також назву салюто, салютдор або салюдор. Карбувалися також золоті монети номіналом в ½ карліно.
За своєю номінальною вартістю перші салюто відповідали золотому августалю короля Сицилії Фрідріха II. Їхня вага становила близько 4,4 г. Золотий салюто (офіційна назва золотий карліно) був монетою від 4,44 г до 24 карта. Вартість становила 5 золотих тарі королівської та августаль
Син Карла I Анжуйського, Карл II спочатку продовжував карбувати салюто, подібні до монет батька, але згодом він відмовився від використання в Неаполітанському королівстві золотих монет і припинив карбувати золотий салюто в 1303 році. Після цього Карл II надав цю назву своїй срібній монеті (джильято), яку карбував також у своїх володіннях в Провансі.

## Срібний салюто

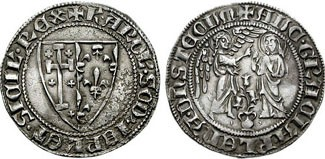
Срібний салюто Карла II Анжуйського (3,22 г.), що карбувався до 1302 року. В 1303 році замінений на більший (4,22 г.).срібний джильято

За короля Неаполя Карла II Анжуйського в 1303 в наслідування турського гроша випущена монета вартістю в половину золотого тарі або 1⁄12 дуката, що отримала назву джильято. Вага монети складала 3,34 г срібла 958-ї проби.
Це назва монети з тими ж типами, що й попередня: герб Анжуйців (єрусалимський хрест і лілії) на аверсі та Благовіщення на реверсі.
Карбувався також срібний напівсалют. Срібний салют важив 3,395 грама, коштував 1/14 золотого салюту і поділявся на 10 гран.

## Салюто у Франції та Англії

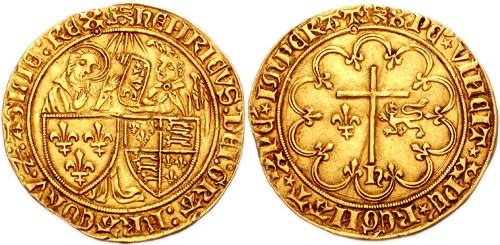

У Франції золотий салют або салюдор (Salut d'or) був вибитий Карлом VI (1380—1422) і Карлом VII (1422—1461). Він важив так само, як і франк кавальо, тобто 3,875 грама.
Оскільки після битви під Азенкуром у 1415 році англійські королі стали спадкоємцями престолу Франції.
Також в Англії монета з такою назвою була викарбувана, подібна до французької, Генріхом V у 1422 році та Генріхом VI як королем Франції.